# Место образования согласных

Места образования согласных (активные и пассивные): 1. Внешнелабиальные, 2. Внутрилабиальные, 3. Дентальные, 4. Альвеолярные, 5. Постальвеолярные, 6. Препалатальные, 7. Палатальные, 8. Велярные, 9. Увулярные, 10. Фарингальные, 11. Глоттальные, 12. Эпиглоттальные, 13. Радикальные, 14. Постдорсальные, 15. Предорсальные, 16. Ламинальные, 17. Апикальные, 18. Субапикальные

Места образования согласных — признак, показывающий, в каком месте ротовой полости воздушная струя встречает препятствие.
Вместе с течением воздуха, образованным под ротовой полостью, положением голосовой щели и формой ротовой и носовой полости, является одним из четырёх критериев классификации по артикуляторному признаку звуков речи.
Способ образования согласного — это характеристика, обозначающая одновременно тип преграды в полости рта и способ её преодоления.
Два основных способа образования преграды — это либо полное смыкание органов речи, либо их сближение до расстояния щели. Таким образом различаются смычные и щелевые согласные.
- Лабиальные (Губные),
  - билабиальные (губно-губные), производимые верхней и нижней губой.
  - лабио-велярные (губно-задненёбные), производимые одновременно мембраной и верхней и нижней губой.
  - лабио-альвеолярные, производимые нижней губой и альвеолярным отростком.
  - лабио-дентальные (губно-зубные), производимые нижней губой и верхними резцами.
- Корональные (переднеязычные):
  - по части языка, которая создаёт звук:
    - апикальные, создаваемые кончиком языка
    - ламинальные, создаваемые верхней плоской передней частью языка
    - субапикальные, создаваемые нижней передней частью языка. Обычно субапикальные звука являются ретрофлексными (кончик языка завёрнут назад)

  - по месту, которого касается или почти касается язык:
    - дентальные (зубные), создаваемые передней частью языка и задней частью верхних резцов.
    - интердентальные (внутризубные), передняя часть языка расположена между верхними и нижними резцами.
    - альвеолярные, создаваемые передней частью языка и альвеолярным отростком.
- Дорсальные:
  - палатальные (нёбные), передней частью тыльной стороны языка и твёрдого нёба.
  - велярные (задненёбные), задней частью языка и нёбной занавеской.
  - увулярные, задней частью языка и увулой (нёбным язычком).
- Радикалы,
  - Фарингальные (глоточные), основанием языка и глоточной стенкой.
- Глоттальные (голосовые), закрытием голосовой щели.